# Susan Zuccotti
Susan Sessions Zuccotti (1940) es una historiadora estadounidense, especializada en el Holocausto.

## Carrera
Zuccotti se doctoró en Historia Europea Moderna en la Universidad de Columbia. Ha sido galardonada por el Concejo del Libro Judío, por sus estudios sobre el Holocausto, y también recibió el Premio Acqui Storia – Primo Lavoro por Italians and the Holocaust (1987). También ha recibido un National Jewish Book Award for Jewish-Christian Relations, y el Sybil Halpern Milton Memorial Prize de la German Studies Association en 2002 por Under His Very Widows (2000).   
Ha dictado cursos sobre la historia del Holocausto en Barnard College y el Trinity College de Hartford.
Es esposa del empresario John Zuccotti.

## Obras
- The Italians and the Holocaust: Persecution, Rescue and Survival (1987)
- The Holocaust, the French and the Jews (1993)
- Under His Very Windows: The Vatican and the Holocaust in Italy (2000)
- Two popes and the Holocaust: an examination of the controversy (2005)
- Holocaust odysseys: the Jews of Saint-Martin-Vésubie and their flight through France and Italy (2007)